# Peruviaanse presidentsverkiezingen 1915
Uit de Peruviaanse algemene verkiezingen van 1915 kwam José Pardo y Barreda voort als winnaar. Zijn termijn als president van Peru ging in op 18 augustus 1915.
Voorafgaand in 1914 had Óscar Benavides president Guillermo Billinghurst afgezet, samen met Javier Prado y Ugarteche, Manuel Prado y Ugarteche en andere leden van de Burgerpartij. In deze tijd was Pardo op 30 november 1914 begonnen als rector aan de Nationale Universiteit van San Marcos. In 1915 werden Pardo door Benavides voorgedragen als kandidaat tijden een conventie van de burger-, liberale en constitutionele partijen. Een andere kandidaat was Carlos de Piérola.
Pardo werd met grote afstand tot president gekozen. Na vier jaar werd zijn regering omvergeworpen door Augusto Leguía y Salcedo. Pardo verbleef na deze staatsgreep elf jaar in ballingschap in Frankrijk.

## Resultados
| Kandidaat            | Patrij                 | Stemmen | %      |
| -------------------- | ---------------------- | ------- | ------ |
| José Pardo y Barreda | Conservatieve Coalitie | 131.289 | 90,90% |
| Carlos de Piérola    | Democratische Partij   | 13.151  | 9,10%  |